# اوزلم تورجی
اوزلم تورچی پزشک، ایمونولوژیست و بازرگان ترک-آلمانی است. وی بنیانگذار و مدیر ارشد پزشکی بیوان‌تک، رئیس انجمن ایمنی درمانی سرطان (CIMT)، رئیس کلاستر برای مداخلات ایمنی فردی (Ci3) و مدرس دانشگاه یوهانس گوتنبرگ است. تورچی پیشگام در ایمونوتراپی سرطان محسوب می‌شود.
در سال ۲۰۰۱، وی شرکت داروسازی گانیمد را تأسیس کرد و در سال ۲۰۰۸ مدیر اجرایی آن شد. گانیمد بعداً به عنوان یک شرکت تابعه در استلاس در سال ۲۰۱۶ به مبلغ ۱٫۳ میلیارد یورو، با احتساب پرداخت‌های مهم، خریداری شد. در آن زمان، این بزرگترین معامله بیوتکنولوژی در آلمان بوده‌است.
در طی دنیاگیری کروناویروس در سال ۲۰۲۰، وی تحقیق خود را در زمینه یافتن واکسن علیه کروناویروس سندرم حاد تنفسی ۲ آغاز کرد و در این تلاش با فایزر همکاری کرد. در ۱۱ نوامبر سال ۲۰۲۰، فایرز گزارش داد که واکسن کووید-۱۹ که توسط تورچی و تیم وی تهیه شده، که بیش از ۹۰ درصد در پیشگیری از بیماری مؤثر است.

## زندگی شخصی
تورچی در نیدرزاکسن به دنیا آمد.
پدرش جراحی بود که از استانبول به آلمان مهاجرت کرده بود و در یک بیمارستان کوچک کاتولیک در منطقه کلوپنبورگ مشغول به کار بود.
وی مدرک پزشکی خود را از دانشکده پزشکی دانشگاه زارلاند دریافت کرد و در میان ۱۰۰ فرد ثروتمند آلمان قرار دارد. به عنوان یک متخصص سرطان در بخش سرطان کار می‌کرد.
وی در دانشگاه سارلند در هامبورگ پزشکی خواند و در آنجا با شوهر آینده خود آشنا شد که در سال ۲۰۰۲ با او، اوغور شاهین ازدواج کرد و دارای یک دختر هستند.

## حرفه
در سال ۲۰۰۱، تورچی به همراه شاهین شرکت داروسازی گانیمد فارماسوتیکال را برای دسترسی سریعتر به انواع جدید درمان تأسیس کردند که که آنتی‌بادی‌های مونوکلونال علیه سرطان تولید می‌کند که در سال ۲۰۱۶ توسط شرکت دارویی ژاپنی استلاس خریداری شد. این زوج همچنین مؤسس سازمان غیرانتفاعی «طرح گروه آلمانی برای مداخله شخصی مصون» (German Cluster Initiative of Individualised ImmunIntervention) هستند. هم‌اکنون اوزلم تورچی ریاست بخش توسعه بالینی در بیوان‌تک را که با همسرش در سال ۲۰۰۸ تأسیس کرد، انجام می‌دهد. این شرکت در سال ۲۰۱۹ در بورس فناوری نزدک آمریکا ثبت شد و در ژوئیه ۲۰۲۰ بیش از ۱۸ میلیارد یورو ارزش داشت. او همچنین رئیس گروه تحقیقاتی برتر آلمان برای مداخلات ایمنی فردی Ci3 وزارت آموزش و تحقیقات فدرال است و عضو هیئت مدیره CIMT، بزرگترین انجمن ایمنی درمانی سرطان در اروپا است.